# Romanesos d'Hongria
Actualment, els romanesos a Hongria (romanès: Românii din Ungaria, hongarès: Magyarországi románok) constitueixen una petita minoria. Segons el cens hongarès més recent del 2011, la població de romanesos era de 35.641 o 0,3%, un augment significatiu respecte del 8.482 o 0,1% del 2001. La comunitat es concentra a ciutats i pobles propers a la frontera romanesa, com Battonya, Elek, Kétegyháza, Pusztaottlaka i Méhkerék, i a la ciutat de Gyula.

## Història

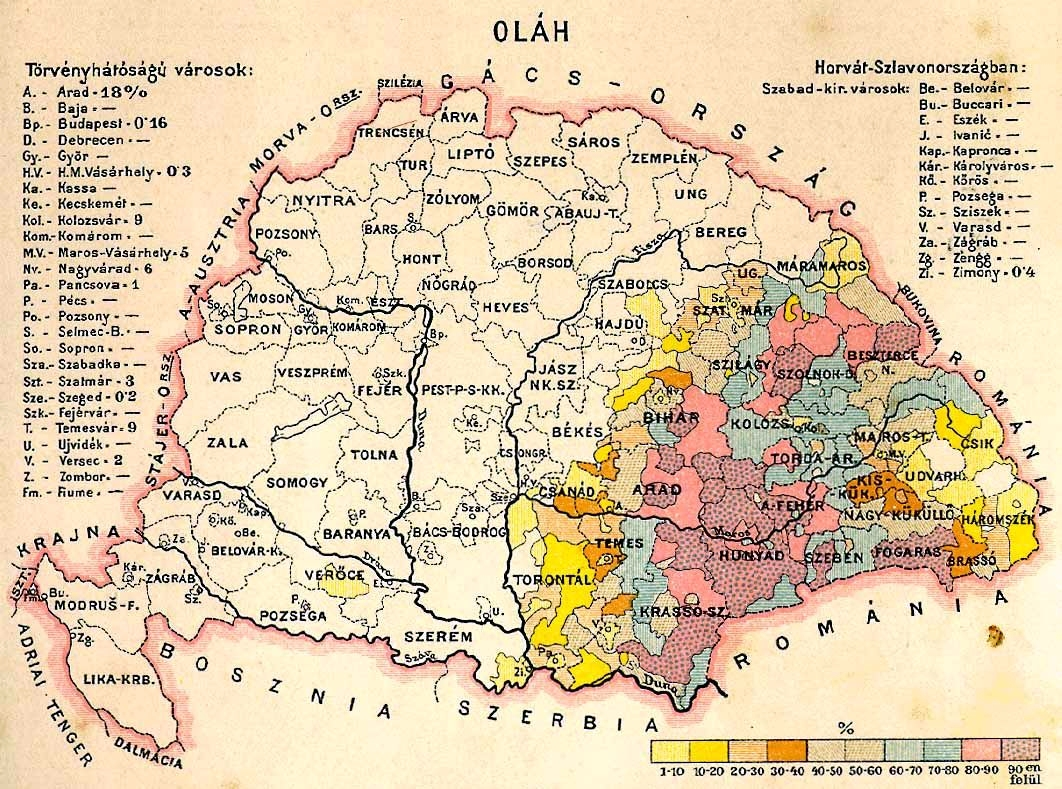
Romanès a Hongria segons el cens del 1890

Històricament, una part significativa de les terres romaneses modernes pertanyien a estats hongaresos. Els documents existents més antics de Transsilvània fan referència també als vlacs. Independentment del tema de la presència romanesa a Transsilvània abans de la conquesta hongaresa, les primeres fonts escrites sobre els assentaments romanesos es deriven del segle xiii, es va escriure sobre el poble d'Olahteluk al comtat de Bihar des del 1283.
El terme "terra dels romanesos", Terram Blacorum (1222, 1280) va aparèixer per primer cop mencionant a Făgăraș, i poc després, amb un nom diferent (Olachi) el 1285. L'aparició d'un suposat nom romanès "Ola" a Hongria deriva d'una carta (1258). Tenien una població important a Transsilvània, Banat, Máramaros (Maramureș) i Partium. Hi ha una franja a l'actual Hongria, prop de la frontera romanesa amb pobles i ciutats habitades per romanesos. Molts romanesos van fugir de Sèrbia i Croàcia a Hongria a l'època medieval.
El 1881, els assentaments de majoria romanesa projectats al territori actual d'Hongria eren: Bedő, Csengerújfalu, Kétegyháza, Körösszakál, Magyarcsanád, Méhkerék, Mezőpeterd, Pusztaottlaka i Vekerd. Diverses comunitats importants vivien a Battonya, Elek, Körösszegapáti, Létavértes, Nyíradony, Pocsaj, Sarkadkeresztúr i Zsáka. Després del Tractat de Trianon, Hongria s'ha tornat prop d'ètnicament homogènia, amb només un 10,4% de minories, del qual el 6,9% eren alemanys, i els romanesos constituïen al voltant del 0,3%.
El nombre de romanesos a Hongria va augmentar breument amb l'inici de la Segona Guerra Mundial quan Hongria va annexionar parts de Txecoslovàquia, Romania i Iugoslàvia. Aquestes annexions es van afirmar en virtut de l'Acord de Múnic (1938), dos premis de Viena (1938 i 1940). En particular, la població del nord de Transsilvània, segons el cens hongarès de 1941, comptava amb un 53,5% d'hongaresos i un 39,1% de romanesos.
Després de la Segona Guerra Mundial, l'homogeneïtat ètnica d'Hongria va ser fins i tot més alta que durant el període d'entreguerres, arribant a superar el 99% el 1980.